# Schizopera tobae
Schizopera tobae är en kräftdjursart som beskrevs av Claude Chappuis 1931. Schizopera tobae ingår i släktet Schizopera och familjen Diosaccidae.

## Underarter
Arten delas in i följande underarter:
- S. t. cubana
- S. t. tobae